# Piper Aircraft
Piper Aircraft, Inc. er en amerikansk producent af flyvemaskiner. Virksomheden er beliggende ved Vero Beach Municipal Airport i Vero Beach i Florida. Virksomheden har siden 2011 været ejet af Bruneis regering. Sammen med Beechcraft og Cessna, var virksomheden i perioder blandt "de tre store" indenfor fremstilling af privat- og sportsfly. I tiden fra grundlæggelsen i 1927 og frem til 2009 fremstillede virksomheden mere end 144.000 fly i 160 forskellige modeller, hvoraf mere end 90.000 fortsat fløj i 2009.
Virksomheden fik økonomiske problemer omkring 2010, og blev herefter overtaget af Bruneis regering.

## Historie
Virksomheden blev oprindeligt grundlagt som Taylor Brothers Aircraft Manufacturing Company i september 1927 af Clarence Gilbert Taylor og Gordon A. Taylor i Rochester, New York. Selskabet ændrede året efter navn til Taylor Brothers Aircraft Corporation og flyttede i 1929 herefter til Bradford i Pennsylvania. Flytningen til større faciliteter var muliggjort med støtte fra en lokal ingeniør i olieindustrien William T. Piper, der investerede 400 dollars i virksomheden.
I midten af 1930'erne gik virksomheden konkurs, og William T. Piper købte aktiverne ud af konkursboet for $761. Piper overtog kontrollen med virksomheden, der nu blev drevet under navnet Taylor Aircraft Company, men fortsat med C. G. Taylor som administrerende direktør. Piper, der blev kaldt "luftfartens Henry Ford", troede på, at der var en fremtid for et billigt og simpelt privatfly, og virksomheden fremstillede sit første fly Piper J-3 Cub ud fra denne filosofi. Efter uenighed mellem Piper og Taylor overtog Piper den fulde kontrol og virksomheden ændrede i 1937 navn til Piper Aircraft Corporation. I 1937/38 gav firmaet et dansk konsortium licens til at samle Piper Cups ved Lundtofte Flyveplads. Licensproduktionen i Danmark stoppede dog kort efter som følge af 2. verdenskrig.
Under krigen byggede Piper Aircraft knap 6.000 eksemplarer af militære versioner af J-3 Cub samt svævefly og andet udstyr til militæret. Umiddelbart efter krigen toppede produktionen i 1946 med fremstillingen af 7.800 privatfly i 1946.
Ved udbruddet af Koreakrigen opnåede Piper atter store ordrer fra militæret, der efterspurgte fabrikkens J-3 Cub. Virksomheden udvidede produktprogrammet, bl.a. med fly til landbruget, og flyttede i slutningen af 1950'erne til Florida.
I Florida byggede virksomheden PA-28 Cherokee, der blev en af virksomhedens mest sælgende fly sammen med PA-31 Navajo.
I slutningen af 1980'erne oplevede virksomheden økonomiske problemer og måtte i 1991 søge kreditorbeskyttelse under den amerikanske konkurslovgivnings chapter 11. Virksomheden, der tidligere hade beskæftiget over 2.000 medarbejdere bestod nu af 45 medarbejdere. Efter rekonstruktionen så et nyt Piper dagens lys som The New Piper Aircraft og virksomheden kom under ejerskab af Newco Pac Inc., der var ejet af kreditorerne og et investeringsfirma.
Piper blev hårdt ramt af finanskrisen i slutningen af 2000'erne og oplevede atter økonomiske problemer. Den 1. maj 2009 blev virksomheden solgt til et selskab tilhørende regeringen i Brunei.